# Атанасије Даскал Србин
Атанасије Даскал (крај XVII века), српски монах хроничар и писац.

## Биографија
Савременик ратних збивања у Угарској и на Балкану у време сеобе Срба под Арсенијем III Чарнојевићем. Вероватно као јеромонах манастира Орешковице  прешао у Угарску после Аустријског пораза од Турака, у Коморану био српски учитељ и затим отпутовао у Русију.

## Дело
На руском језику написао невелику Књигу о српским царевима и о турској војни против хришћанског цара и о запустелој земљи српској (1689), упоређујући славна времена српске историје са ратом опустелом Србијом и страдањима њених житеља којима је и сам био сведок. Његов спис на појединим местима прераста у потресан поетски плач у коме се осећа призвук Плача Јеремијиног док гледа разорени Јерусалим, или суморног записа Инока Исаије над опустелом Србијом после маричког пораза. Спис је посвећен „царевни и великој кнегињи“ Софији, сестри Петра Великог, вероватно с намером да на руском двору поради за ослобођење Срба од Турака. Уз овај спис Атанасије Даскал је придружио и биографску белешку О преписивачу књига Аврамију и ревносном читаоцу Ананију из XVII века, такође у вези са ондашњим ратним приликама.

## Превод на савремени српски језик
- Књига о српским царевима (одломак), у: Петар Милосављевић, Антологија Српске поезије (стара поезија), Београд, СКЗ и БИГЗ, 1992.                                                               *Књига "Очевици о великој сеоби Срба" , Ђорђе Трифуновић, Крушевац